# Aves de Sotavento
Aves de Sotavento – grupa wysp we wschodniej części archipelagu Wysp Ptasich. Administracyjnie należą do Dependencji Federalnych Wenezueli. Leżą około 160 km na północ od wybrzeży stanu Aragua. Nie posiadają stałych mieszkańców.
Aves de Sotavento składają się 5 dużych i 3 mniejszych wysp. Ich łączna powierzchnia wynosi 0,8 km². Największą wyspą jest Isla de Sotavento. Pozostałe to m.in.: Colonia, Sterna, Tierra, Isla Larga, Isla Maceta i Saqui Saqui.
Około 18 km na wschód znajduje się druga grupa wyspa archipelagu: Aves de Barlovento.